# Black Gold (Computerspiel)
Black Gold ist eine rundenbasierte Wirtschaftssimulation aus dem Jahr 1991 der Firma Starbyte, bei dem es um Kohleförderung („Schwarzes Gold“) geht. Es erschien für den C64, den Amiga 500, den Atari ST und MS-DOS.

## Spielprinzip

### Ablauf
Angefangen im Jahr 1900 erhält der Spieler ein vom Schwierigkeitsgrad abhängiges Startkapital und muss erst einmal Personal einstellen, Werkzeuge und Materialien kaufen und sich ein Grubenfeld aussuchen. Auf dem Grubenfeld wird dann ein Förderturm platziert, ein Schacht wird abgeteuft, um dann in einer Strecke einen Ort (in der Bergmannssprache der Platz, wo abgebaut wird) zu eröffnen.
Hier spielt sich dann das eigentliche Spiel ab: Als erstes müssen Hauer eingeteilt werden, die die Kohle abbauen. Dann müssen Schlepper eingeteilt werden, die die Kohle mit Hilfe von Loren, Pferden oder Grubenbahnen abtransportieren. Im Kohleflöz befindliche Gesteinsbrocken können mit Gesteinshauern aus dem Weg gesprengt werden. Gleich nach dem Abbauen der Kohle müssen die Bereiche durch Holz- oder Stahlstützen gestützt werden, damit sie am Ende der Runde die Bergarbeiter nicht durch Strebeinbrüche verletzen. Dabei ist zudem darauf zu achten, dass es niemals mehr als 30 unverfüllte Verstrebungen am Ende einer Runde gibt. Zu diesem Zweck kann ein weiterer Ort eingerichtet werden, von welchem Füllmaterial (Abraum) in nicht mehr benötigte Strebe gefüllt werden muss. Für die Aufsicht und Aufrechterhaltung der Moral der Bergleute ist der Steiger zuständig.
Am Ende der Runde wird über aktuelle Ereignisse oder Vorkommnisse berichtet, wie zum Beispiel Schlagwetter, Krankheitsausfälle von Arbeitern und Kohlepreisentwicklungen.
In der nächsten Runde befindet sich die abgebaute Kohle im Lager und kann entweder direkt auf dem Markt im Inland oder Ausland (Belgien/Holland, nicht jedoch während der Zeit des Ersten Weltkriegs) verkauft oder in separat erwerbbaren Kokereien zu Koks verarbeitet werden, welche höhere Erträge auf dem Markt einbringen kann. Um die Stimmung unter der Belegschaft zu erhöhen, und somit für zahlreiches Erscheinen in der Grube zu sorgen, können Betriebsfeste organisiert, Werkzeuge modernisiert oder eine Sonderprämie ausgezahlt werden. Die Bank wird aufgesucht, um das erwirtschaftete Geld in Sparbriefen anzulegen oder Kredite aufzunehmen und abzubezahlen.

### Ziele
Das jeweilige Spielziel kann unter folgenden Möglichkeiten gewählt werden:
- Erreichen einer wählbaren Summe Bargeld
- Erreichen einer wählbaren Menge der abgebauten Kohle
- Besitz einer wählbaren Menge an Grubenfeldern
- Spielen einer wählbaren Anzahl an Monaten

Im Jahr 1933 ist das Spiel in jedem Fall beendet.

### Schwierigkeitsgrad
Es kann zwischen leicht, mittel und schwer gewählt werden. Der erste Unterschied besteht im jeweiligen Startkapital. Bei den Graden mittel und schwer kommt noch die weitaus folgenschwerere Einschränkung hinzu, dass man nur ein Mal im Monat in die Grube zum Koordinieren der Arbeiten hinabsteigen kann, was eine gut überlegte Planung am Anfang jeder Runde erzwingt. Sollte es nämlich vorkommen, dass man unter Tage feststellt, dass z. B. alle Holz- oder Stahlstützen oder das Füllmaterial verbraucht sind, dann ist ein Grubenunglück vorprogrammiert. Gleiches geschieht, falls man zu wenig Leute eingeteilt hat, die das vorhandene Füllmaterial auch verfüllen. Im leichten Modus hat man zwei Mal die Möglichkeit in die Grube zu steigen und kann bei Bedarf noch einiges nachkaufen oder zusätzliche Leute einstellen.

### Mehrspieler / KI-Gegner
Es können bis zu vier Spieler nacheinander ihre Runden absolvieren (Hotseat). Am Ende einer Runde können menschliche Mitspieler sabotiert werden, dies beinhaltet die Möglichkeiten der Sprengung des Förderturms, Auslösen eines Grubenunglücks, Demoralisierung der Arbeiter oder Diebstahl von Ausrüstungsgegenständen.
Des Weiteren können bis zu drei computergesteuerte Spieler hinzugefügt werden, zu welchen aber keine Interaktion möglich ist.

## Technik
- Grafik: unter MS-DOS in VGA-Grafik
- Sound: bis auf das Intro keine nennenswerten Sounds (nur Klick-Sounds)
- Steuerung: unter MS-DOS per Tastatur und Maus